# Dimitar Zapryanov
Dimitar Zapryanov (en bulgare : Димитър Ламбев Запрянов), né le 27 janvier 1960 à Opan et mort le 14 juillet 2024, est un judoka bulgare.
Il participe aux Jeux olympiques d'été de 1980 et aux Jeux olympiques d'été de 1988. En 1980, il remporte la médaille d'argent dans la catégorie des poids lourds.

## Palmarès

### Jeux olympiques
- Jeux olympiques de 1980 à Moscou,  Union soviétique
  -  Médaille d'argent